# Alexey Arakcheev
Alexei Andreyevich Arakcheev ou Arakcheyev (em russo:  граф Алексе́й Андре́евич Аракче́ев) (Novgorod, 23 de setembro jul. / 4 de outubro de 1769 greg. – Novgorod, 21 de abril jul. / 3 de maio de 1834 greg.) foi um general russo e estadista no reinado de Alexandre I.
Serviu durante os reinados de Paulo I e Alexandre I como líder do exército e inspetor de artilharia, respectivamente. Tinha um temperamento violento, mas era em artilheiro competente, e reconhecido por sua eficiente reforma realizada na artilharia tzarista, conhecida por "Sistema de 1805". Após a morte do tzar e a coroação de Nicolau I, Arakcheev perdeu todos os seus cargos e propriedades.

## Juventude
Arakcheev nasceu na propriedade de seu pai, na guberniya de Novgorod. Descendente de uma antiga família de nobres, herdou de sua mãe, Isabel Vitlitsaya, a maioria de suas características, um amor insaciável pelo trabalho, um amor quase pedante por ordem e um sentimento ainda mais rigoroso de dever. Em 1788 entrou para o corpo de cadetes da nobreza do departamento de artilharia e engenharia, onde a sua capacidade, especialmente em matemática, logo chamou a atenção de seus superiores. Em julho de 1791 foi promovido a ajudante na equipe do Conde Nikolay Saltykov, que em setembro de 1792 recomendou-o para o tsarevich Paulo Petrovich como o oficial de artilharia mais capaz de reorganizar o corpo de exército mantido pelo príncipe no Palácio de Gatchina. Arakcheev rapidamente ganhou a confiança de Paulo pelo seu zelo escrupuloso e capacidade técnica inegável. Sua disciplina inexorável (considerada crueldade por lendas posteriores) logo fez do corpo de exército de Gatchina um modelo para o resto do exército russo.

## Reinado de Paulo I
Quando Paulo assumiu o trono russo, Arakcheev foi prontamente convocado para servir em São Petersburgo, nomeado comandante militar da capital, e major-general do batalhão de granadeiros da Guarda Preobrazhenskoye. Em 12 de dezembro de 1796, recebeu a fita da Ordem de Santa Ana e uma propriedade rica em Gruzina, na guberniya de Novgorod, o único presente substancial que aceitou durante toda a sua carreira militar.
Na coroação de Paulo (5 de abril de 1797) recebeu o título de Barão, e foi posteriormente promovido a intendente-geral e coronel de toda a Guarda Preobrazhenskoye. Foi a Arakcheev que Paulo confiou a reorganização do exército, que durante os últimos dias do reinado de Catarina, a Grande havia caído em um estado de desordem e desmoralização. Arakcheev impiedosamente aplicou a disciplina de Gatchina para o conjunto das forças imperiais, começando com as Guardas. Logo se tornou detestado por todo o exército, mas seguiu seu objetivo de modo persistente e introduziu muitas reformas de higiene indispensáveis. "Quartéis limpos são quartéis saudáveis", era seu lema.
Entretanto, a oposição dos oficiais provou ser demasiada forte para ele, e em 18 de março de 1798 foi exonerado de todos os seus postos de comando. A primeira desgraça de Arakcheev durou apenas seis meses. No dia 11 de agosto, retomou a confiança de Paulo I, e rapidamente lhe foi restituído todos os seus postos anteriores, e em 5 maio de 1799 recebeu o título de Conde, o próprio imperador escolheu seu lema: "Dedicado, mas não servil". Cinco meses mais tarde, caiu novamente em desgraça, e o imperador demitiu-o sob a força de uma denúncia que posteriormente provou ser falsa. Foi um passo fatal por parte de Paulo, que certamente não seria assassinado caso Arakcheev continuasse a seu lado.

## Reinado de Alexandre I
Durante os primeiros anos do reinado de Alexandre I, Arakcheev foi completamente ignorado. Somente em 27 de abril de 1803, foi o conde chamado para São Petersburgo, e empregado como inspetor-geral da artilharia. Sua reorganização sábia e profunda de todo o departamento contribuiu essencialmente para as vitórias dos russos durante as Guerras Napoleônicas. Todos os críticos concordam, de fato, que a administração de Arakcheev foi a era de ouro da artilharia russa. A atividade do inspetor inesgotável não conhecia limites, e ele não mediu esforços que pudessem melhorar seu exército. Suas principais reformas foram: a subdivisão das divisões de artilharia em unidades independentes; a formação de brigadas de artilharia; a criação de uma comissão de instrução (1808); e a publicação de uma "Jornal de Artilharia".
Em Austerlitz Arakcheev teve a satisfação de testemunhar os resultados reais de suas reformas na artilharia. Os escândalos que vieram à tona após a Paz de Tilsit envolvendo oficiais da intendência convenceram o imperador de que nada menos do que a energia severa e incorruptível de Arakcheev poderia acabar com a corrupção nesse meio, e em janeiro de 1808 Arakcheev foi nomeado inspetor-geral e Ministro da Guerra. Quando, no início da Guerra Finlandesa de 1809, o imperador ordenou que o exército tirasse proveito de uma geada de intensidade incomum e atravessasse o gelo do Golfo da Finlândia, foi apenas a presença de Arakcheev que fez com que um general desmotivado e um exército semi-rebelde a iniciar uma campanha que culminou com a conquista da Finlândia.
Por ocasião da instituição do "Conselho Imperial" (1 de janeiro de 1810), Arakcheev foi nomeado membro do conselho de ministros e senador, mantendo ainda o posto de guerra. Posteriormente, Alexandre influenciado por intrigas dos inimigos do Conde, que o odiavam por sua severidade, o considerou um reacionário perigoso. A desconfiança, porém, não durou muito tempo. É verdade que Arakcheev não tomou parte ativa na guerra de 1812, mas toda a correspondência e despachos relativos a ela passaram por suas mãos, e foi companheiro inseparável do imperador durante todo o curso da mesma. Em Paris (31 de março de 1814) Alexandre, com sua própria mão, escreveu o ukaz nomeando-o marechal-de-campo, mas ele recusou a dignidade, aceitando, ao invés, um retrato de seu mestre. A partir deste momento a confiança de Alexandre em Arakcheev aumentou cada vez mais, e o imperador lhe confidenciava, antes de tudo, seus muitos projetos de reforma, especialmente do seu projeto de colônias militares, cujos detalhes de execução foram deixados a cargo de Arakcheev (1824). O fracasso do sistema deveu-se não a qualquer falha do Conde, mas à ineficiência e à insubordinação dos oficiais do distrito. Nos últimos anos do reinado de Alexandre, Arakcheev não foi apenas seu conselheiro-chefe, mas seu melhor amigo, a quem ele apresentava todos os seus projetos para análise e revisão. O mais interessante desses projetos foi o plano para a emancipação dos camponeses (1818).

## Últimos anos
Quando Nicolau I subiu ao trono da Rússia, Arakcheev, com a saúde precária, gradualmente restringiu sua imensa esfera de atividades, e no dia 26 de abril de 1826, entregou todos os seus cargos e se retirou para Karlovy Vary. Os 50 mil rublos dados a ele pelo imperador como um presente de despedida, foram doados por ele ao Instituto Pavlovsk para a educação das filhas de senhores pobres. Seus últimos dias passou em sua propriedade em Gruzina, cuidadosamente reunindo todos as suas recordações de Alexandre. Reservou também 25 mil rublos para o autor da melhor biografia de seu amigo imperial. Arakcheev morreu no dia 3 de maio de 1834, com os olhos fixos no último retrato do imperador falecido. "Eu já fiz tudo", disse ele, "agora posso partir e entregar o meu relatório ao imperador Alexandre". Em 1806 ele se casou com Natália Khomutova, mas viveram separados, e não tiveram filhos.